# Kurčaloj
Kurčaloj (in russo Курчалой?; in ceceno Курчалой-гӏала, Kurçaloy-ġala) è una città della Russia che si trova nella Repubblica Autonoma della Cecenia. È il centro amministrativo del distretto Kurčaloevskij.
La città è situata sulla riva destra del fiume Gums (l'alto corso del Belka), 42 km a sud-est della città di Groznyj.